# Grammaire arabe
La grammaire arabe est une branche de la linguistique contemporaine qui étudie la morphologie, la formation des mots, et la syntaxe, la composition des mots en phrases, de la langue arabe.

## Arabe standard et arabe dialectal
La diglossie est un des phénomènes caractéristiques de la langue arabe. Il existe en effet deux registres ou deux types de langue, l'arabe littéraire et l'arabe dialectal. Ces deux formes de langue arabe cohabitent en effet dans le monde arabophone.
Plus particulièrement, l’arabe classique et l'arabe standard moderne constituent ensemble l'arabe littéraire. L'arabe classique a évolué au fil du temps. L'arabe antérieur au coran,  l'arabe du coran et l'arabe postérieur au coran sont parfois appelé de manière exclusive « l'arabe classique ». 
L'arabe dialectal est un terme générique qui regroupe une grande variété de dialectes dérivés de la langue arabe.
Quelques aspects de la grammaire de l'arabe standard moderne sont évoqués ici, les spécificités de la grammaire de l'arabe classique sont évoquées dans l'article qui concerne ce registre de la langue arabe. L'article relatif à l'arabe dialectal et ceux qui décrivent séparément chacun des dial'arabe standard moderne est propédeutique à celle de l'arabe classique d'une part, à celle des dialectes arabes d'autre part.

## Morphologie
L'arabe, comme l'hébreu, est une langue sémitique. Sa morphologie fonctionne essentiellement sur le croisement de racines (en général constituées de trois consonnes, appelées racines trilitères) avec un nombre de formes déterminées pour produire sa gamme de vocabulaire. À cela s'ajoute un ensemble très restreint de suffixes, quand même productifs (ـي , ـية , ـة).
L'arabe fait valoir cette matrice de formes et racines non seulement pour les concepts présents lors de l'avènement de l'arabe classique mais aussi pour traduire les nouvelles notions sociales ou techniques. Par exemple, pour polarisation l'arabe déploie la racine q/T/b (pôle) dans la dixième forme; l'équivalent arabe de ordinateur est tiré de la racine H/s/b (calculer); et la traduction de interactif croise la sixième forme (ayant un sens d'agir ensemble) avec la racine courante f/ع/l (faire).
En général on trouve des racines triconsonantiques ou trilitères. Il existe cependant également des racines à deux lettres (lié souvent à un sens élémentaire: sang, mère) et d'autres quadrilitères (issues d'emprunts étrangers ou qui imitent le son ou le mouvement de la nature).
Les racines à trois lettres sont qualifiées de fortes ou saines si toutes leurs consonnes sont réelles. En revanche, elles sont nommées déficientes ou malades dans les cas suivants :
- si une (ou plus) des trois consonnes est une hamza ['], comme l'on trouve dans [q/r/'] ou ['/m/r].
- si une des consonnes est une semi-voyelle wâw [w] ou yâ [y], par exemple, les suites [b/q/y] ou [S/w/t].
- si les deux dernières consonnes sont identiques, par exemple [m/r/r].

Pour obtenir un mot complet, il faut appliquer aux consonnes de la racine ce que l'on appelle des schèmes. Ces schèmes sont essentiellement constitués par une suite de voyelles et, souvent, d'autres consonnes qui viendront se placer avant, après et entre les consonnes de la racine afin de former les différentes formes des flexions verbales et nominales. Ces schèmes forment de véritables groupes qui sont toujours les mêmes et qui, selon le type de lettres qui les composent et la position qu'elles prennent dans la racine, transformeront celle-ci en un verbe, un adjectif, un nom d'objet, un nom d'agent, un nom de patient, un nom de lieu etc. Il existe plusieurs milliers de racines et environ une centaine de schèmes. Par ailleurs, tous les schèmes ne peuvent s'appliquer sur une racine donnée.
Ajouté au caractère flexionnel (et parfois introflexionnel) de la langue, il n'est pas facile de reconnaître rapidement un radical sans bien connaître la grammaire. Et pourtant les recherches dans les dictionnaires par racines nécessitent de déterminer d'abord les consonnes qui constituent la racine du mot. C'est pourquoi on trouve aussi des dictionnaires purement alphabétiques et qui ne tiennent pas compte des racines. Bien entendu, tous les mots ne peuvent être rattachés à une racine. Les mots d'origine étrangère comme مِدالية (midalya, médaille) et beaucoup de noms (comme دَبَّ dabba, ours) ne sont pas formés à partir d’une racine et doivent être cherchés tels quels dans un dictionnaire, quel qu'il soit.
Par ailleurs, la langue arabe présente un système d'affixes nominaux, adjectivaux ou verbaux qui permettent de décliner les noms et d'exprimer les cas grammaticaux des verbes.
Enfin, l'arabe possède deux types de phrases : la phrase nominale et la phrase verbale.
Dans le premier cas elle se compose d'un sujet (mubtada) et d'un attribut (khabar, « information »). Elle exprime une constatation ou une définition et le verbe est sous-entendu. L'attribut s'accorde en genre et en nombre si le sujet est au singulier, au duel et s'il s'agit d'un pluriel relatif aux êtres humains :
- An-naasu kathiiruuna : « les gens sont nombreux ».

En revanche l'attribut prend la marque du féminin singulier s'il s'agit d'un pluriel d'animaux ou de choses inanimées ou encore s'il se rapporte à un nom d'unité ou à un nom collectif.
- Al-kutubu kathiirah : les livres sont nombreux.

## Grammaire littéraire
Le terme nahw (نَحْو [naḥw], grammaire) désigne la grammaire de l'arabe littéraire issu du Coran[réf. nécessaire].
La langue arabe savante s'est construite avec le Coran pour base. Aux débuts de l'islam la grammaire est donc devenue un enjeu pour l'explication du texte coranique. Deux principales écoles de grammaire existèrent au VIIIe siècle, l'une à Koufa, l'autre à Bassora.
Au XIIIe siècle, cette préoccupation de rigueur dans le langage est complètement oubliée. Ainsi dans ses Voyages, ibn Battûta, un maghrébin bien éloigné des sources de la langue arabe, surpris d'entendre le prédicateur de la mosquée de Bassora faire des fautes de grammaire s'entendit répondre : « Il ne reste plus personne dans la ville qui connaisse la grammaire. » 
Ibn Khaldoun mentionne qu'au XIIIe siècle, les meilleurs grammairiens de langue arabe se trouvaient en Espagne.
Il souligne, dans La Muqaddima VI, que l'étude de la grammaire est un préalable à l'étude du Coran et de la Tradition : « Il est indispensable que l'étude du Coran et de la Tradition soit précédée de celle des sciences linguistiques. »

## Syntaxe
La syntaxe arabe étudie la composition de mots en phrases.

### Sources
- Boutros Hallaq, Agrégé de l'Université, Professeur à l'université de la Sorbonne nouvelle Paris III, Quarante leçons pour parler arabe, voir bibliographie.
- Régis Blachère et Maurice Gaudefroy-Demombynes, Grammaire de l'arabe classique, voir bibliographie.
- Toufic Fahd, Études d'histoire et de civilisation arabes, voir bibliographie.